# Flaga stanowa Kalifornii
Flaga stanowa Kalifornii.

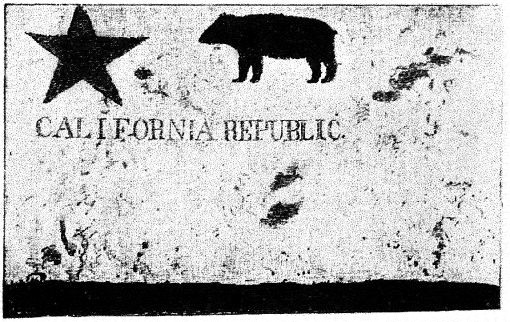
Zdjęcie z 1890 roku

Wzór tej flagi oparto na fladze podniesionej w mieście Sonoma 14 czerwca 1846 przez grupę Amerykanów, którzy po wyparciu wojsk meksykańskich proklamowali niepodległą Republikę Kalifornii. Nazywana jest potocznie flagą niedźwiedzia grizzly, ponieważ ten podgatunek niedźwiedzi występował właśnie w tym rejonie (już nie występuje: ostatni osobnik kalifornijskiego podgatunku został zabity w sierpniu 1922 w hrabstwie Tulare). Uznano, że bardzo silne i niebezpieczne zwierzę będzie dobrym symbolem stanu. Czerwona gwiazda symbolizuje niezależność.
Obecny wzór przyjęty 3 lutego 1911 roku. Proporcje 2:3.